# 烏納爾加島
烏納爾加島是美國的島嶼，位於太平洋海域，屬於福克斯群島的一部分，由阿拉斯加州負責管轄，長8.2公里、寬6.7公里，面積28.5平方公里，最高點海拔高度276米，島上無人居住。
53°58′35″N 166°08′39″W / 53.97639°N 166.14417°W